# Pachybrachis exclusus
Pachybrachis exclusus là một loài bọ cánh cứng trong họ Chrysomelidae. Loài này được Rey miêu tả khoa học năm 1883.